# Пузиренко Марина Анатоліївна
Пузиренко Марина Анатоліївна (нар. 22 квітня 1963 року) — українська художниця-ілюстраторка, двічі лауреат премії імені Лесі Українки Кабінету міністрів України. Проілюструвала біля 30 дитячих книг.
Закінчила факультет художньої графіки Харківського національного педагогічного університету імені Григорія Сковороди. Співпрацює з видавництвами «Талант», «Фактор», «Ранок», «Синтаксис».

## Творча біографія та нагороди
2006 рік — за ілюстрації до книги Г. Х. Андерсена «Дюймовочка» отримала спеціальну нагороду 17-го Міжнародного форуму видавців у Львові. Видання визнали найкращою книгою року для дітей.
2008 рік — книгою року стала книга Наталії Чуб «Азбука хоробрості» з ілюстраціями Марини Пузиренко.
2010 рік — лауреат премії Кабінету Міністрів України імені Лесі Українки за літературно-мистецькі твори для дітей та юнацтва за книгу «Лускунчик» видавництва «Ранок».
2013 рік — премія Кабінету Міністрів України імені Лесі Українки за художнє оформлення книжки «Чудова мандрівка Нільса з дикими гусьми» Сельми Лагерльоф.
2014 рік — внесення до Почесного списку найкращих ілюстраторів Андерсена із книжкою «Лускунчик», що побачила світ 2010 року у видавництві «Ранок», представлення книги на щорічному конгресі IBBY у Мехіко.
2016 рік — проілюстувала книгу Р. Кіплінга «Ріккі-Тіккі-Таві та інші казки» (Харків: Віват).
2017 рік — Наталії Чуб «Про сонну мишку і вередливу пилинку» (Харків: Ранок).
2017 рік — серія книг (5) Джорджії Бінг про Моллі Мун (Харків: Школа). Критики відзначають Серію ілюструє яскраву графіку художниці, що вирізняє вітчизняне видання від закордоннихта респектні портрети тварин.

## Участь у громадському житті
2018 рік — голова журі міської виставки-конкурсу Харківського палацу дитячої та юнацької творчості «Слобожанська мозаїка — 2018» (м. Харків).